# إلين كوهن
إلين كوهن (بالإنجليزية: Cass Elliot) (و. 1941 – 1974 م) هي مغنية، وممثلة، وموسيقية، وملحنة، وممثلة تلفزيونية، وممثلة أفلام، وممثلة مسرحية، من الولايات المتحدة، ولدت في بالتيمور، ماريلاند، توفيت في لندن، عن عمر يناهز 33 عاماً، بسبب نوبة قلبية.

## التعليم
تعلمت في الجامعة الأميركية.

## وصلات خارجية
- إلين كوهن على موقع IMDb (الإنجليزية)
- إلين كوهن على موقع الموسوعة البريطانية (الإنجليزية)
- إلين كوهن على موقع روتن توميتوز (الإنجليزية)
- إلين كوهن على موقع ميوزك برينز (الإنجليزية)
- إلين كوهن على موقع إن إن دي بي (الإنجليزية)
- إلين كوهن على موقع أول ميوزيك (الإنجليزية)
- إلين كوهن على موقع ديسكوغز (الإنجليزية)
- إلين كوهن على موقع قاعدة بيانات الفيلم (الإنجليزية)